# Jan Marcin Szancer
 (décembre 2021).
Jan Marcin Szancer (né le 12 novembre 1902 à Cracovie, mort le 21 mars 1973 à Varsovie) et un graphiste polonais, illustrateur de livres pour enfants, ami et collaborateur de Jan Brzechwa.

## Biographie

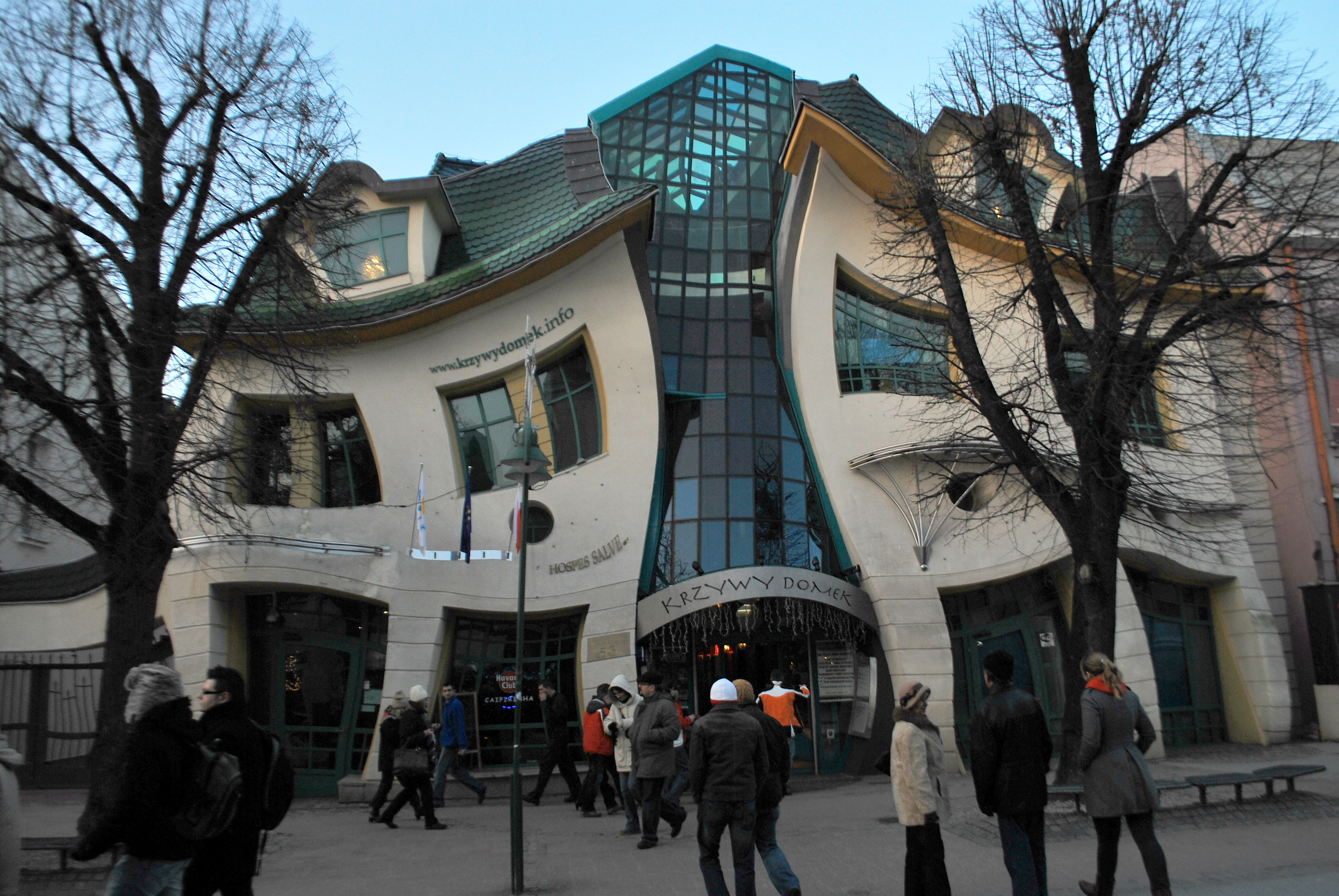
La Maison tordue de Sopot, inspirée de l'univers onirique de Szancer.

Jan Marcin Szancer est né dans une famille juive. Il était le plus jeune des quatre enfants de la famille.
Très tôt, il a appris à dessiner auprès de Leonard Stroynowski, sous-locataire de ses parents, qui payaient ainsi son loyer.
Malgré la résistance de ses parents qui auraient préféré qu'il s'oriente vers des études « sérieuses », il entre à l'Académie des beaux-arts de Cracovie. Il approfondit ses connaissances en Italie et en France.
À partir du 1er mai 1945, lorsque le premier numéro du magazine Świerszczyk parait, il en est le directeur artistique et en illustre les couvertures.
Il a collaboré à Płomyk, également en tant que photographe.
Il est devenu célèbre en tant qu'auteur d'illustrations pour plus de 200 livres, parmi lesquels L'Académie de Monsieur Kleks, Pinocchio, pour les adultes et a illustré les Contes et Satires de Krasicki, Pan Tadeusz de Mickiewicz, La Trilogie de Sienkiewicz, Amicris, Carlo Collodi, Cervantes, Hašek, Edith Nesbit, Pouchkine, Swift, Twain.
Le premier livre qu'il illustre est Nasze miasto, un livre de lecture à destination des élèves de seconde année de l'école élémentaire, publiée à Lvov en 1935. Le livre suivant dont il fait la couverture Krysia i karabin (Christine et le fusil) de Jadwiga Gorzycka en 1935. Selon le catalogue d'un musée, Szancer a aussi illustré le livre Télévision, ou comment l'homme a appris à voir une distance, en 1936, qui a cependant probablement disparu. En 1939, par contre, il a illustré La chambre dans le grenier de Wanda Wasilewska. La signature « jms » est apparue pour la première fois en 1944 dans le livre Koziołeczek. À partir de ce moment, elle figure dans tous ses dessins.
Il a été marié à l'actrice Zofia Sykulska-Szancerowa.
Jan Szancer a également écrit des contes de fées et des feuilletons. Il contribue en tant que scénariste et réalisateur au film Teatr mój widzę ogromny en 1946. Il a également fait  des décors de théâtre et de films. Il fut le premier directeur artistique de la télévision polonaise.
Il conçut des costumes pour le premier programme de l'ensemble de chant et de danse de Varsovie « Starówka » en 1953. À partir de 1951, il est professeur à l'Académie des beaux-arts de Varsovie.

## Hommages
Trois écoles polonaises portent son nom: l'école primaire no 24 de Częstochowa, au 7 rue Bronisław Huberman ; l'école primaire no 342 à Varsovie, au 21a de la rue Strumykowa ; et l'école primaire no 285 à Varsovie, au 20 de la rue Turmoncka.
Il y a également trois rues Szancer : à Łódź (quartier Widzew), à Varsovie (quartier Ursus), à Bydgoszcz (quartier Fordon).